# Claire Gérard
Claire Elisa Julienne Gérard est une actrice, née le 12 mars 1889 à Saint-Gilles  en Belgique et morte le 24 mars 1971 en son domicile dans le 18e arrondissement de Paris.

## Biographie
Elle a épousé l'acteur et metteur en scène Fernand Bercher.

## Théâtre
- 1929 : L'Escalier de service de Georges Oltramare, Théâtre Michel
- 1933 : Trois pour 100 de Roger Ferdinand, mise en scène Gabriel Signoret, Théâtre Antoine
- 1933 : L'envers vaut l'endroit de Aimé Declercq, Théâtre des Arts
- 1934 : Tessa, la nymphe au cœur fidèle adaptation Jean Giraudoux d'après Basil Dean et Margaret Kennedy, mise en scène Louis Jouvet, Théâtre de l'Athénée
- 1934 : Le Coup de Trafalgar de Roger Vitrac, création dans une mise en scène de Marcel Herrand au Théâtre de l'Atelier, dans le rôle de Mme Lemercier
- 1935 : Les Joies du Capitole opérette de Jacques Bousquet, Albert Willemetz, musique Raoul Moretti, Théâtre de la Madeleine
- 1935 : Knock ou le Triomphe de la médecine de Jules Romains, mise en scène Louis Jouvet, Comédie des Champs-Élysées
- 1937 : Rêves sans provision de Ronald Gow, mise en scène Alice Cocéa, Comédie des Champs-Élysées
- 1937 : Sixième Étage d'Alfred Gehri, mise en scène André Moreau, Théâtre des Arts
- 1940 : Les Monstres sacrés de Jean Cocteau, mise en scène André Brulé, Théâtre Michel
- 1944 : Le cas Jean-René de Valère de Jacques Aeschlimann
- 1946 : Charivari Courteline pièces de Georges Courteline, mise en scène Jean Mercure, Théâtre des Ambassadeurs
- 1949 : Un tramway nommé Désir de Tennessee Williams, mise en scène Raymond Rouleau, théâtre Édouard-VII
- 1949 : Florence et le dentiste, mise en scène Jacques-Henri Duval, Théâtre du Vieux-Colombier
- 1951 : Le Sabre de mon père de Roger Vitrac, mise en scène Pierre Dux, Théâtre de Paris
- 1952 : La Cuisine des anges d'Albert Husson, mise en scène Christian-Gérard, Théâtre du Vieux-Colombier
- 1953 : Hamlet de Tarascon de Jean Canolle, mise en scène Christian-Gérard, Théâtre La Bruyère
- 1953 : La Reine blanche de Pierre Barillet et Jean-Pierre Gredy, mise en scène Jean Meyer, Théâtre Michel
- 1954 : Adorable Julia de Marc-Gilbert Sauvajon et Guy Bolton d'après Somerset Maugham, mise en scène Jean Wall, Théâtre du Gymnase
- 1957 : Adorable Julia de Marc-Gilbert Sauvajon et Guy Bolton d'après Somerset Maugham, mise en scène Jean Wall, Théâtre du Gymnase
- 1958 : Oncle Otto de et mise en scène Jacques Mauclair, théâtre Édouard-VII

## Filmographie
- 1932 : Le Mariage de Mlle Beulemans de Jean Choux
- 1932 : L'Aimable Lingère de Donatien - (court métrage)
- 1932 : Photos de Abel Jacquin - (court métrage)
- 1933 : Trois pour cent de Jean Dréville
- 1933 : Âme de clown de Marc Didier et Yvan Noé
- 1934 : Sans famille de Marc Allégret
- 1934 : Jeanne de Georges Marret : Mme Gageret
- 1934 : Si j'étais le patron de Richard Pottier : Mme Villiers
- 1934 : Les Nuits moscovites de Alexis Granowsky
- 1934 : Zouzou de Marc Allégret
- 1934 : L'École des resquilleurs de Germain Fried - (court métrage)
- 1935 : Crime et Châtiment de Pierre Chenal
- 1935 : Les Beaux Jours de Marc Allégret
- 1935 : La Banque Némo de Marguerite Viel : la locataire
- 1935 : Un oiseau rare de Richard Pottier
- 1935 : Le Crime de monsieur Lange de Jean Renoir
- 1935 : La Vie de château de Serge Arola - (court métrage)
- 1935 : Ernest a le filon de Andrew F. Brunelle - (court métrage)
- 1936 : Trois jours de perm' de Georges Monca et Maurice Kéroul
- 1936 : La vie est à nous de Jean Renoir
- 1936 : L'École des journalistes de Christian-Jaque
- 1936 : La Flamme de André Berthomieu
- 1936 : Jeunes Filles de Paris de Claude Vermorel : Mme Lavaut
- 1936 : Le Mioche de Léonide Moguy
- 1936 : Le Mort en fuite de André Berthomieu
- 1936 : Moutonnet de René Sti
- 1936 : Trois dans un moulin de Pierre Weill
- 1936 : Les Pattes de mouches de Jean Grémillon
- 1936 : Sous les yeux d'Occident de Marc Allégret
- 1936 : La Belle Équipe de Julien Duvivier
- 1936 : Le Fantôme de Pierre Schwab - (court métrage)
- 1937 : Le Coupable de Raymond Bernard
- 1937 : Vous n'avez rien à déclarer ? de Léo Joannon
- 1937 : La Bataille silencieuse de Pierre Billon : La patronne de la pension
- 1937 : La Fille de la Madelon de Georges Pallu et Jean Mugeli
- 1937 : Monsieur Breloque a disparu de Robert Péguy
- 1937 : La Citadelle du silence de Marcel L'Herbier
- 1938 : Le Temps des cerises de Jean-Paul Le Chanois
- 1938 : La Mort du cygne de Jean Benoit-Lévy et Marie Epstein
- 1938 : Trois dans un moulin de Pierre Weill
- 1938 : Le Petit Chose de Maurice Cloche
- 1938 : La Maison du Maltais de Pierre Chenal
- 1938 : Place de la Concorde de Carl Lamac
- 1938 : Remontons les Champs-Élysées de Sacha Guitry
- 1938 : Paix sur le Rhin de Jean Choux
- 1938 : Un gosse en or de Georges Pallu
- 1938 : L'Entraîneuse de Albert Valentin
- 1938 : Conflit de Léonide Moguy
- 1938 : Lumières de Paris de Richard Pottier
- 1938 : La Vierge folle de Henri Diamant-Berger
- 1938 : Trois Valses de Ludwig Berger
- 1938 : La Bête humaine de Jean Renoir
- 1938 : La Cité des lumières de Jean de Limur
- 1938 : Quand le cœur chante de Bernard Roland - (moyen métrage)
- 1939 : Monsieur Brotonneau de Alexander Esway
- 1939 : Le Feu de paille de Jean Benoit-Lévy
- 1939 : L'Esclave blanche de Marc Sorkin
- 1939 : La Règle du jeu de Jean Renoir
- 1939 : Tourbillon de Paris de Henri Diamant-Berger
- 1939 : Rappel immédiat de Léon Mathot
- 1939 : Sérénade de Jean Boyer
- 1939 : Noix de coco de Jean Boyer
- 1940 : Retour au bonheur de René Jayet
- 1940 : Ceux du ciel de Yvan Noé
- 1942 : Une femme disparaît de Jacques Feyder
- 1946 : Les gosses mènent l'enquête de Maurice Labro
- 1946 : Voyage Surprise de Pierre Prévert
- 1947 : Les Aventures des Pieds-Nickelés de Marcel Aboulker
- 1947 : Après l'amour de Maurice Tourneur
- 1947 : La Dame d'onze heures de Jean Devaivre
- 1948 : Le Sorcier du ciel de Marcel Blistène
- 1948 : Fandango de Emil-Edwin Reinert
- 1948 : Le Signal rouge de Ernst Neubach
- 1948 : Vire-vent de Jean Faurez
- 1949 : Ronde de nuit de François Campaux
- 1949 : L'Auberge du péché de Jean de Marguenat
- 1950 : Les miracles n'ont lieu qu'une fois de Yves Allégret
- 1950 : Bille de clown de Jean Wall
- 1950 : La Peau d'un homme de René Jolivet
- 1950 : Meurtre dans la nuit de Jean Perdrix - (court métrage)
- 1951 : Le Voyage en Amérique de Henri Lavorel
- 1951 : Drôle de noce de Léo Joannon
- 1951 : Les Sept Péchés capitaux de Claude Autant-Lara, dans le sketch : L'orgueil
- 1951 : L'Inconnue des cinq cités (segment Paris) de Emil-Edwin Reinert : la voisine de Jeannine
- 1951 : Procès au Vatican de André Haguet
- 1952 : La Fête à Henriette de Julien Duvivier
- 1952 : La Fille au fouet de Jean Dréville
- 1952 : Minuit quai de Bercy de Christian Stengel
- 1953 : Adam est... Ève de René Gaveau
- 1953 : Belle Mentalité ! d'André Berthomieu
- 1954 : Escalier de service de Carlo Rim
- 1954 : Face of Paris, épisode : Your favorite story de Leslie Goodwins et Jacques Nahum
- 1956 : La Route joyeuse - (The happy road) de Gene Kelly
- 1956 : Elena et les Hommes de Jean Renoir
- 1957 : Cerf-volant du bout du monde de Roger Pigaut et Wang Kia-Yi : une commère